# 桑西 (默尔特-摩泽尔省)
桑西（法語：Sancy，法語發音：[sɑ̃si] ⓘ；洛林法兰克语：Senzech）是法国默尔特-摩泽尔省的一个市镇，属于布里埃区。

## 地理
桑西（49°20'51"N, 5°55'30"E）面积13.19 平方千米，位于法国大東部大區默尔特-摩泽尔省，该省份为法国东北部内陆省份，是洛林的一部分，北邻比利时、卢森堡，北起顺时针与摩泽尔省、下莱茵省、孚日省和默兹省接壤。
与桑西接壤的市镇（或旧市镇、城区）包括：布朗日、丰图瓦、洛姆朗日、昂代尼、欧丹勒罗曼、伯维莱尔、特里约、蒂克尼约。

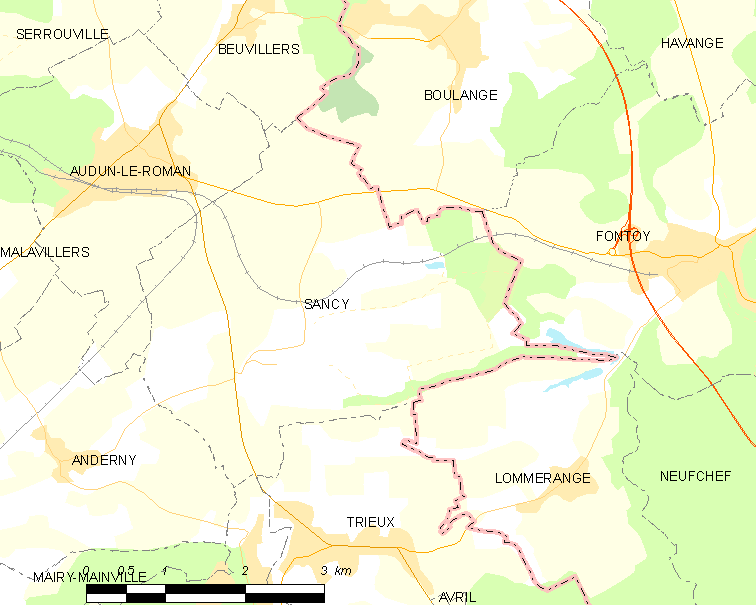
的OSM定位图

桑西的时区为UTC+01:00、UTC+02:00（夏令时）。

## 行政
桑西的邮政编码为54560，INSEE市镇编码为54491。

## 政治
桑西所属的省级选区为布里埃地区县。

## 人口

1962-2008年间人口变化图示

桑西于2022年1月1日时的人口数量为363人。